# Karang Pilang (plaats)
Karang Pilang is een bestuurslaag in het regentschap Surabaya van de provincie Oost-Java, Indonesië. Karang Pilang telt 8460 inwoners (volkstelling 2010).